# 白鹿城
白鹿城（しらがじょう）は、島根県松江市法吉町にあった日本の城。

## 概要
白鹿城は宍道湖の北岸に位置し、美保関及び中海の水運を押さえる商業・経済の要衝であり、
尼子氏の支城中、随一といわれた堅城でもあった。この為、尼子十旗中の第一とされ、松田氏が城主に当てられた。
永禄6年、毛利氏が出雲に侵攻すると、その勢いに押され一時松田氏は毛利氏に下った。しかし間もなく、処刑された本城氏の扱いに不信を募らせた松田満久・誠保父子は尼子方に復帰し、白鹿城に拠り毛利氏に抗した。このため毛利氏に攻められ、尼子倫久による後詰勢も敗退したことから、力尽きた白鹿城は開城、松田氏は没落し、白鹿城は廃城となった。

## 遺構
現在は不明瞭になっているものもあるが、郭や土塁などの防御施設の遺構が城域各所に認められ、毛利氏が攻城戦の際に石見銀山の鉱夫を動員してその水を抜こうとしたとされる井戸の跡も残っている。
城山の周辺は開発が進み、新興住宅地が間近に位置している。

## 沿革
- 築城年代は不明。
- 1563年（永禄6年）毛利氏に攻められ開城し、廃城となった。